# Strebre Delovski

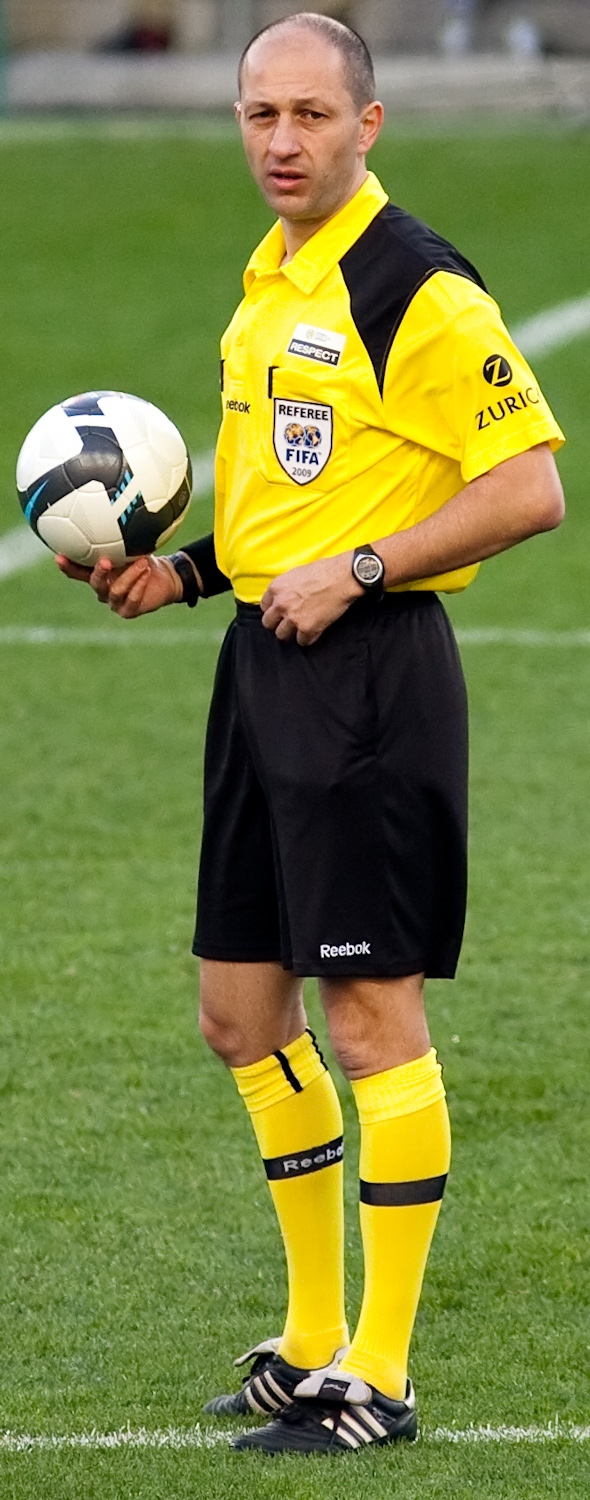
Strebre Delovski

Strebre Delovski (* 13. Oktober 1975) ist ein australischer Fußball-Schiedsrichter, der in der A-League pfeift. Insgesamt kommt er auf über 90 Spielleitungen in der A-League. 2005 und 2007 war er Schiedsrichter des Jahres in der New South Wales Premier League. Seit 2009 ist er FIFA-Schiedsrichter.
2010 wurde er vom australischen Verband als Referee of the Year ausgezeichnet und daher auch mit der Leitung des A-League-Finals 2010 betraut. Zudem wurde er 2009, 2010 und von 2012 bis 2016 von der Spielergewerkschaft Professional Footballers Australia zum Schiedsrichter des Jahres gewählt.